# Кирилло-Челмогорский монастырь
Кири́лло-Челмого́рский монасты́рь (Челмский монастырь, Челмогорская пустынь) — бывший православный монастырь в Каргопольском районе Архангельской области. Старейший монастырь на архангельской земле. Располагался к юго-востоку от деревни Морщихинской между Лёкшмозером и озером Монастырским (Челмозером), близ реки Лекшмы, соединяющей эти озёра. Использовался в том числе как место ссылки и заточения опальных царю. На территории Кенозерского национального парка сохранились его руины.

## История
В 1316 году Кирилл Челмогорский, постриженник новгородского Антониева монастыря, выбрал для постоянного проживания гору Чёлму в чудских землях. Первую зиму он прожил в пещерке, затем построил деревянную келию и часовню. К концу жизни св. Кирилла вся местная чудь была крещена. Для новообращённых преподобный построил храм в честь Богоявления. Скончался св. Кирилл 8 декабря 1368 года.
Через десять лет после смерти св. Кирилла, в 1378 году иеромонах Арсений собрал иноков «числом двадцать четыре». Монахи разработали землю около монастыря и засеяли её овощами и хлебом. После того, как храм Богоявления Господня, построенный преподобным Кириллом, сгорел от молнии, иноки воздвигли церковь во имя Пресвятой Богородицы славного ея Успения, теплую с трапезой. С тех пор обитель стала называться Успенскою. Через пятьдесят лет после смерти прп Кирилла в обители собралось братии до восьмидесяти человек и начали созидать для пребывания кельи.
9 мая 1419 года была воздвигнута новая Богоявленская церковь с приделом великомученицы Екатерины. И стал зваться монастырь Преподобного отца Кирилла Челмогорскаго.
В 1498—1499 годы узницей Кирилло-Челмогорского монастыря была великая княгиня София Палеолог, а в 1526—1531 годы здесь содержалась сноха её, великая княгиня Соломония (в монашестве тоже София).
В 1544 году пожаловал монастырю пашенную землю и сенные покосы и леса и воды. Также велено давать из каргопольских доходов по 6 рублей 20 алтын на год.
В 1599 году в монастыре были насильно пострижены жена Дмитрия Курлятева-Оболенского и две его дочери.
В 1612—1615 годах монастырь несколько раз опустошался литовцами.
В 1633 году монастырю была выдана грамота митрополита Новгородского и Великолуцкого Киприана с благословением на строрительство двух храмов — Богоявления Господня и Благовещения Богородицы, в 1637 году — ещё одна грамота с благословением на строительство третьего храма над Святыми воротами во имя Великомученицы Екатерины. Церковь святой Екатерины не упоминается в документах после 1656 года (видимо, сгорела). В 1674 году взамен сгоревшей Благовещенской построена Успенская церковь. Кроме того, монастырь имел своё подворье в Каргополе.
В 1727 года обедневший Кирилло-Челмогорский монастырь был приписан к Спасо-Каргопольскому. В 1732 году монастырь получил независимость, в 1751 году — снова приписан к Спасо-Каргопольскому. В 1764 году согласно манифесту о секуляризации монастырских земель Екатерины II Кирилло-Челмогорский монастырь был упразднён. Два монастырских храма стали приходскими.
В 1844—1845 годах на месте старого Богоявленского храма усердием купца Михаила Николаевича Лыткина построен новый Богоявленский собор с приделом во имя святого Кирилла Челмогорскаго. В 1845 году строения бывшего монастыря были приписаны к Александро-Ошевенскому монастырю.
В 1880-х годах Челмогорский монастырь получает относительную (хотя официально и не подтверждённую) самостоятельность. В 1880 и 1887 годах монастырь страдает от пожаров. В 1897—1899 годах Богоявленский храм вновь перестраивается. В 1904 году указом Святейшего Синода монастырь официально получает самостоятельность. На то время относился к Каргопольскому уезду Олонецкой губернии и, соответственно, Олонецкой епархии. Согласно справочнику Сойкина 1910 года: «По количеству братти обитель весьма немногочисленна. Храмовъ два: в честь Успения и в честь Богоявления».

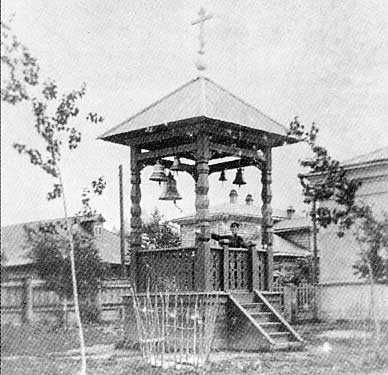
Кирилло-Челмогорский монастырь.

Вот как выглядела обитель в начале XX века по воспоминаниям богомольцев:

Белокаменная стена с башенками окружала монастырь неправильным четырёхугольником с валом. Трои ворота, одни и их главные с крестами. Две церкви. Одна деревянная — Успения — и белокаменная. Каменный домик попа Афанасия и три двухэтажных строения — кельи для братии, по 25 келий по этажу. В северном углу ограды амбар, кладовая монастырская. За оградой у реки дом двухэтажный с мезонином, с прекрасным видом с реки на природные просторы, где жил настоятель… вверх по речке мельница, часовня на склоне горы с большим крестом-распятием. Из этой построенной часовни на лазе ход в подземелье и келью-пещеру Кирилы Челмогорского. Подземные ходы имелись укреплённые и, видимо, частью сохранились. Один ход на реку в под-гору к святой проруби, мостику летом, куда на омовение ходил Кирилл Челмогорский. Ходы в храм и другие подземелья. Был город, а осталась одна еловая роща да подземелье, всё, что воздвигнуто было на верху земли, стёрли люди… Подземное жилое помещение, библиотека, ценности монастырские, возможно, и сохранились под защитой земли. Три-пять вёрст был виден белокаменный город, колокола слышны в Лядинах на заре. Александр Ошевенский посещал этот монастырь по-соседски.
В 1917 году по благословению Митрополита Петроградского Вениамина (Казанского) строится в Петрограде подворье Челмогорской Кирилловской Богоявленской пустыни. В июне 1918 года в Петроградском подворье освятили часовню во имя преподобного Кирилла Челмогорского и священномученика Ермогена. В феврале 1918 года Кирилло-Челмогорский монастырь приписан к Труфановскому сельскому обществу.
В 1932 году после арестов духовенства и монашествующих Кирилло-Челмогорский монастырь окончательно ликвидирован.
В 1932—1934 годы разобраны деревянные монастырские строения, в том числе церковь Успения Божией Матери. На монастырской территории в середине XX века располагался лесопункт, жили сезонные рабочие, которые разрушили и сожгли те постройки, что ещё оставались.
К 2000-м годам Кирилло-Челмогорский монастырь, просуществовавший пять веков, практически полностью разрушен. Тем не менее, местные жители почитают это место, как святое. Добраться до него очень трудно, он находится в одном из отдалённых уголков Каргопольского района, куда практически не ведет ни одна дорога.
В 2005 году силами учеников московского реставрационного колледжа № 88 был срублен большой 4-х метровый поклонный крест. 16 августа 2005 году он смонтирован на солидном основании в том месте, где от Пудожского тракта отходит свёртка на Труфаново и монастырь. К основанию креста была прикреплена солидная мраморная доска с краткой историей монастыря и молитвой преподобному Кириллу. Крест освятил епископ Архангельский и Холмогорский Тихон (Степанов) при большом стечении народа, в присутствии местного духовенства и монашества, представителей прессы и администрации Каргопольского муниципального образования.
В феврале 2007 года архитектором Натальей Варшавской был разработан мультимедийный анимационный проект «Археологическая модель Кирилло-Челмогорского монастыря». Цель проекта — создание трёхмерной параметрической модели Кирило-Челмогорского монастыря с изменениями от XIV до XIX века.
В мае 2007 года были обнаружены фрагменты валунного фундамента церкви Успения Божией Матери, архиерейского дома, и трапезной. Обнаружены прясла южной и восточной стен монастыря. Зафиксированы остатки деревянных свай мостков в выселок Пёлла.
9 августа 2012 года благочинный каргопольского округа иерей Андрей Усачёв и иерей Михаил Бузынкин освятили часовню на месте бывшего монастыря.